# Integrity (groupe)
Pour les articles homonymes, voir Integrity.
Integrity est un groupe de hardcore metal américain, originaire de l'Ohio. Il est formé en 1988 par le chanteur Dwid Hellion (Jack McLimans). Né dans l'Indiana et ayant grandi dans le Kentucky avant d'emménager au nord de l'Ohio à 16 ans, Hellion se relocalise finalement en Belgique en 2003. Leur album Humanity is the Devil (1996) comprend une couverture réalisée par le légendaire Pushead, connu pour ses contributions dans les scènes metal, punk, et skateboard. Hellion reste le seul membre constant du groupe depuis 1988.

## Histoire
Integrity est crédité pour avoir innové le genre hardcore en mêlant metal et hardcore. En juillet 2017, Hellion figure sur la couverture du magazine Decibel', no. 153. En 2013 déjà, Systems Overload d'Integrity (1995, Victory Records) figurait sur la couverture du magazine Decibel no. 107.
Integrity a joué de nombreux concerts et festivals à l'international, les derniers étant le festival This is Hardcore (2016, Philadelphie) et l'Amnesia Rockfest (2016, Montebello), le Roadburn Festival (2017, Tilburg, NL) et le Hellfest (2017, Clisson, FR). En 2016, une édition spéciale 20e anniversaire de Humanity is the Devil est rééditée par le label Organized Crime Records.

## Membres

### Membres actuels
- Dwid Hellion – chant (depuis 1988)
- Domenic Romeo – guitare (depuis 2014)

### Membres live actuels
- Tony Hare – guitare (depuis 2016)
- Francis Kano – basse (depuis 2017)
- Camille yesyesyesyes – batterie (depuis 2021)
- Billy Bayou – guitare (depuis 2021)

### Anciens membres live
- Steve Rauckhorst – basse (2002–2011, 2015–2016)
- Mike Jochum – guitare (2002–2011, 2015–2016)
- Nate Jochum – batterie (2003–2011, 2015–2016)
- Andrew Ransom – basse (2011–2014)
- Alex « The Beast » Henderson – batterie (2011–2014)
- Jon Pearcy – guitare solo (2011–2014)

### Anciens membres
- Tom Brose – basse (1988–1989)
- Aaron Melnick – guitare solo, chœurs (1988–1998)
- Leon « Micha » Melnick – basse (1989–1998)
- Frank Cavanaugh – guitare rythmique (1991)
- Bill Mckinney – guitare rythmique (1991)
- Chris Smith – guitare rythmique (1991–1994)
- David Nicholi Araca – batterie (1991–1994, décédé en 1994)
- Mark Konopka – batterie (1994–1995)
- Frank Novinec – guitare rythmique (1994–1998)
- Bob Zeiger – batterie (1995–1996)
- Chris Dora – batterie (1996–1998)
- Dave Felton – guitare (1998–2000)
- Craig Martini – basse (1998–2000)
- Steve Felton – batterie (1998–2000)
- Brandon Abate – batterie (2000–2002)
- Vee Price – guitare, chœurs (2000–2002)
- John Comprix – guitare solo (2002)
- Blaze Tishko – guitare (2002)
- Rob Orr – guitare solo, guitare rythmique, basse, batterie (2009–2014)

## Discographie
- 1991 : Those Who Fear Tomorrow
- 1995 : Systems Overload
- 1996 : Humanity is the Devil
- 1997 : Seasons in the Size of Days
- 2000 : Integrity 2000
- 2001 : Closure
- 2003 : To Die for
- 2010 : The Blackest Curse
- 2013 : Suicide Black Snake[8]
- 2017 : Howling, For The Nightmare Shall Consume